# 新聞稿
新聞稿或稱通訊稿 （英語：press release），是一種新聞式宣傳文稿，由公司、機構、政府、學校等單位發送予新聞媒體的通信文件，用以公佈有新聞價值的消息。其中，由政府部門發布、或國際領袖會面後發布的新聞稿，又稱為「公報」（communiqué；/kəˈmjuːnɪkeɪ/）。

## 發佈
新聞稿通常會用上網官方網頁、電子郵件、傳真、書信（電腦打印）形式分發予報章、雜誌、電台、電視台（電視網絡）、通訊社的編輯亦有專業公司提供分發商業新聞稿的服務。
發布者不介意新聞社是否原稿照登，不過新聞記者可編輯題材、撰寫成新聞稿件。而不少新聞稿是通知各大傳媒有關記者招待會的消息。值得注意的是前述單位發布之新聞稿，並非記者為報社撰寫的新聞稿，不可一概而論。
雖然在中文語境上，通訊稿與新聞稿同義，但通常偏重於活動或會議過程。
有時廣告主亦會付款給出版商刊登以達宣傳效果，在香港俗稱「鱔稿」，臺灣則叫「業配新聞」或是「廣編稿」。